# Chibchea valle
Chibchea valle är en spindelart som beskrevs av Huber 2000. Chibchea valle ingår i släktet Chibchea och familjen dallerspindlar.
Artens utbredningsområde är Colombia. Inga underarter finns listade i Catalogue of Life.